# Salto w trumnie
Salto w trumnie (tur. Tabutta rovaşata) – turecki dramat filmowy z 1996 roku w reżyserii Dervişa Zaima.

## Fabuła
Offowy debiut Dervişa Zaima. Bohaterem filmu jest bezdomny i bezrobotny Mahsun, który mieszka w stambulskiej dzielnicy Rumelihisari i żyje w otoczeniu podobnych jak on, nędzarzy. Próbuję tam przetrwać z pomocą miejscowych rybaków. Jego ulubionym zajęciem jest kradzież samochodów. Kradnie je w nocy, aby pojeździć po Stambule i oddaje pojazdy rankiem zadbane i wymyte. Jego życie zmienia się, kiedy poznaje kobietę uzależnioną od narkotyków. Pewnego dnia wykrada z twierdzy Rumelia żywego pawia, którego zabija i próbuje zjeść.

## Obsada
- Ahmet Uğurlu jako Mahsun
- Tuncel Kurtiz jako Reis
- Aysen Aydemir jako Dziewczyna
- Mahmut Benek
- Ahmet Çadırcı
- Barış Celiloğlu
- Ali Fuat Onan
- Şerif Erol
- Hasan Uzma
- Nadi Güler
- Figen Evren
- Raşit Çivi
- Ömer Metin Kocaman
- Hakan Karadağlı
- Fahrettin Özkan
- Bülent Güneri

## Nagrody i wyróżnienia
- Międzynarodowy Festiwal Filmowy w Ankarze
  - Nagroda dla najlepszego aktora (Ahmet Uğurlu)
- Międzynarodowy Festiwal Filmowy w Antalyi
  - Nagroda Złotej Pomarańczy dla najlepszego filmu
  - Nagroda dla najlepszego aktora (Ahmet Uğurlu)
  - Nagroda za najlepszy scenariusz
  - Nagroda za najlepszy montaż
- Międzynarodowy Festiwal Filmowy w Stambule
  - Nagroda FIPRESCI
  - Nagroda specjalna jury
- Mediterranean Film Festival w Montpelier
  - Nagroda krytyków dla filmu
  - Nagroda specjalna jury
- Międzynarodowy Festiwal Filmowy w San Francisco
  - Nagroda SKYY
- Festiwal Filmowy w Amiens
  - Nagroda Netpac